# Sos sojowo-grzybowy

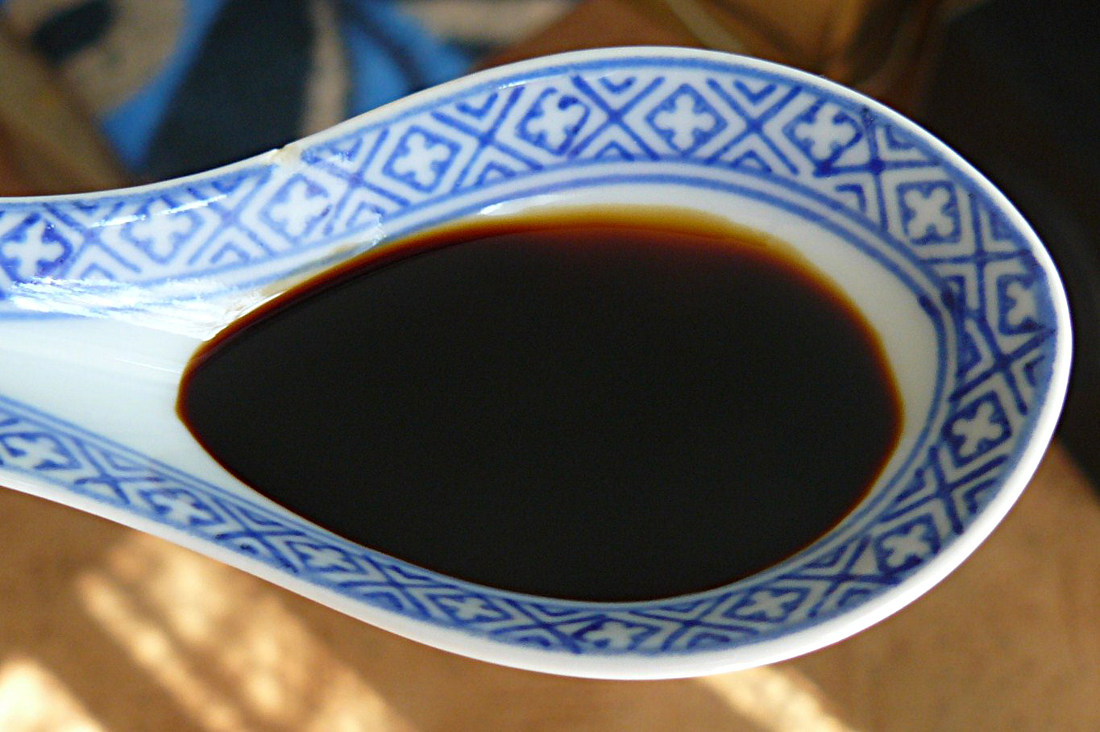
Chiński sos sojowo-grzybowy

Sos sojowo-grzybowy – odmiana sosu sojowego, produkowana z dodatkiem suszonych grzybów – najczęściej pochwiaka wielkopochwowego lub shiitake (przy produkcji najtańszych gatunków wykorzystuje się także pieczarki).
Sos sojowo-grzybowy charakteryzuje ciemnobrązowa barwa, znacznie ciemniejsza od zwykłych sosów sojowych. Ma zdecydowany, ziemisty smak, co predestynuje go do przyprawiania cięższych dań mięsnych, np. gulaszów i niektórych marynat. Nie nadaje się do lekkich bulionów lub dań mających zachować jasną barwę.